# Carracedelo

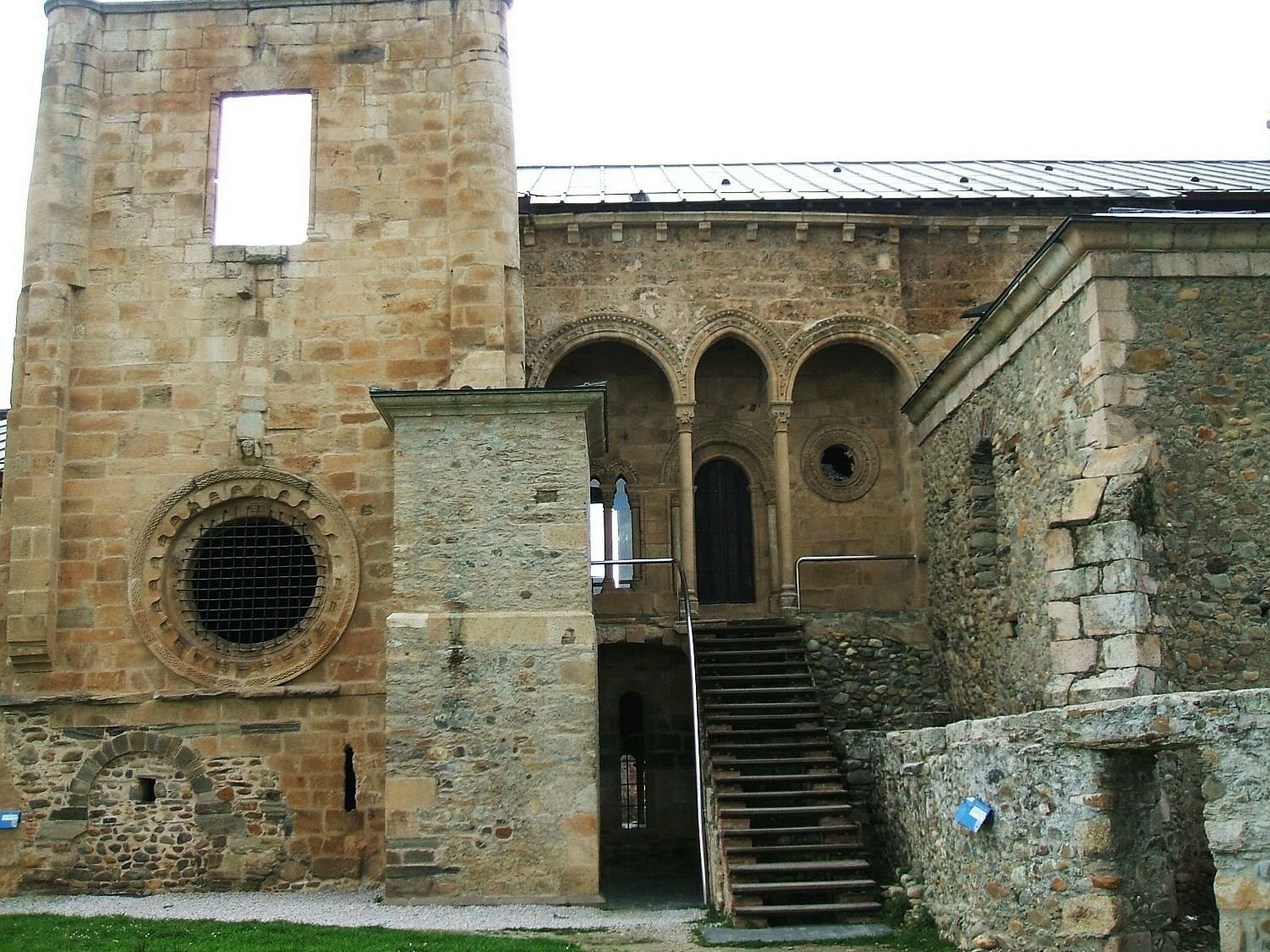
Santa Mariaklooster in Carracedelo waar koning Bermudo II van León werd bijgezet.

Carracedelo is een gemeente in de Spaanse comarca El Bierzo van de provincie León in de autonome regio Castilië en León met een oppervlakte van 32,43 km². Carracedelo telt 3.523 inwoners (1 januari 2016).